# 桂雪鹿
桂 雪鹿（かつら ゆきしか、1990年5月4日 - ）は、日本の落語家。本名は古谷 剛（ふるや つよし）。大阪府阪南市出身。上方落語協会所属。桂文鹿門下。元小学校教員という異色の経歴を持つ、現代的な感性と音楽的素養を活かした新進気鋭の上方落語家である。

## 来歴

### 生い立ちと教員時代
関西学院大学教育学部卒業。在学中は関西学院交響楽団でヴァイオリン奏者として活動。高校時代には漫才コンビを組み、全国高等学校お笑い選手権『M-1甲子園』地方大会で優勝経験を持つ。2013年から2018年まで大阪府内の小学校に教員として勤務。

### 落語家への転身
2018年3月30日、桂文鹿に入門。翌日、福岡県の金光教でヴァイオリン漫談により初舞台を踏む。約3ヶ月後には落語の初舞台も経験（演目は「子ほめ」）。落語クラブのある小学校への異動が転機となり、落語ワークショップ参加を経て師匠と出会う。

### 年季明けと国際的活動
2020年、インドの文化交流イベント「ODISHA JAPAN FESTIVAL2020」に参加し、現地にて年季明けを迎える。この国際的な節目は、彼の芸における革新性と国際志向を象徴するものとなった。

## 芸風・活動
ヴァイオリン演奏を取り入れた漫談や、100人以上の落語家のモノマネなど幅広い表現力を持つ。天満天神繁昌亭、神戸新開地喜楽館などの定席出演のほか、自宅を寄席に改装した「桂雪鹿＠ホーム落語会」なども主催。2022年の「大阪クラシック」ではモーツァルトの楽曲解説を交えた演目を披露し、クラシックと落語の融合を図った。

## メディア活動
オフィシャルブログ「心に愛を」やRadiotalk配信「雪鹿ラジオ」などの音声メディア、YouTubeチャンネルでも活動。Apple Podcastでの高評価や、日本語学習者からの支持も得ている。

## 受賞歴
- 2019年：彦八まつり「噺家演芸バトル」ヴァイオリン漫談で準優勝

## 資格・趣味・特技
- 小学校教諭第一種免許（国語）
- 普通自動車免許
- 日本ビール検定3級
- 日本漢字能力検定2級
- 趣味：飲み食べ歩き、クラシック鑑賞、部屋の改造、アニメ鑑賞、音楽鑑賞
- 特技：ヴァイオリン演奏、モノマネ、司会

## 出演歴（一部）
- 2018年3月31日：福岡県金光教にてヴァイオリン漫談初舞台
- 2018年6月：一門会にて落語初舞台（子ほめ）
- 2020年：ODISHA JAPAN FESTIVAL2020（インド）出演、年季明け
- 2021年以降：桂雪鹿＠ホーム落語会を定期開催
- 2022年10月：大阪クラシック2022出演
- 2023年12月10日：朝日新聞大阪本社アサコムホール公演
- 2024年3月17日：神保町・らくごカフェにて「鹿政談」披露